# Arsenowicze
Arsenowicze (ukr. Арсеновичі) – wieś na Ukrainie w rejonie kowelskim obwodu wołyńskiego.